# موگلی

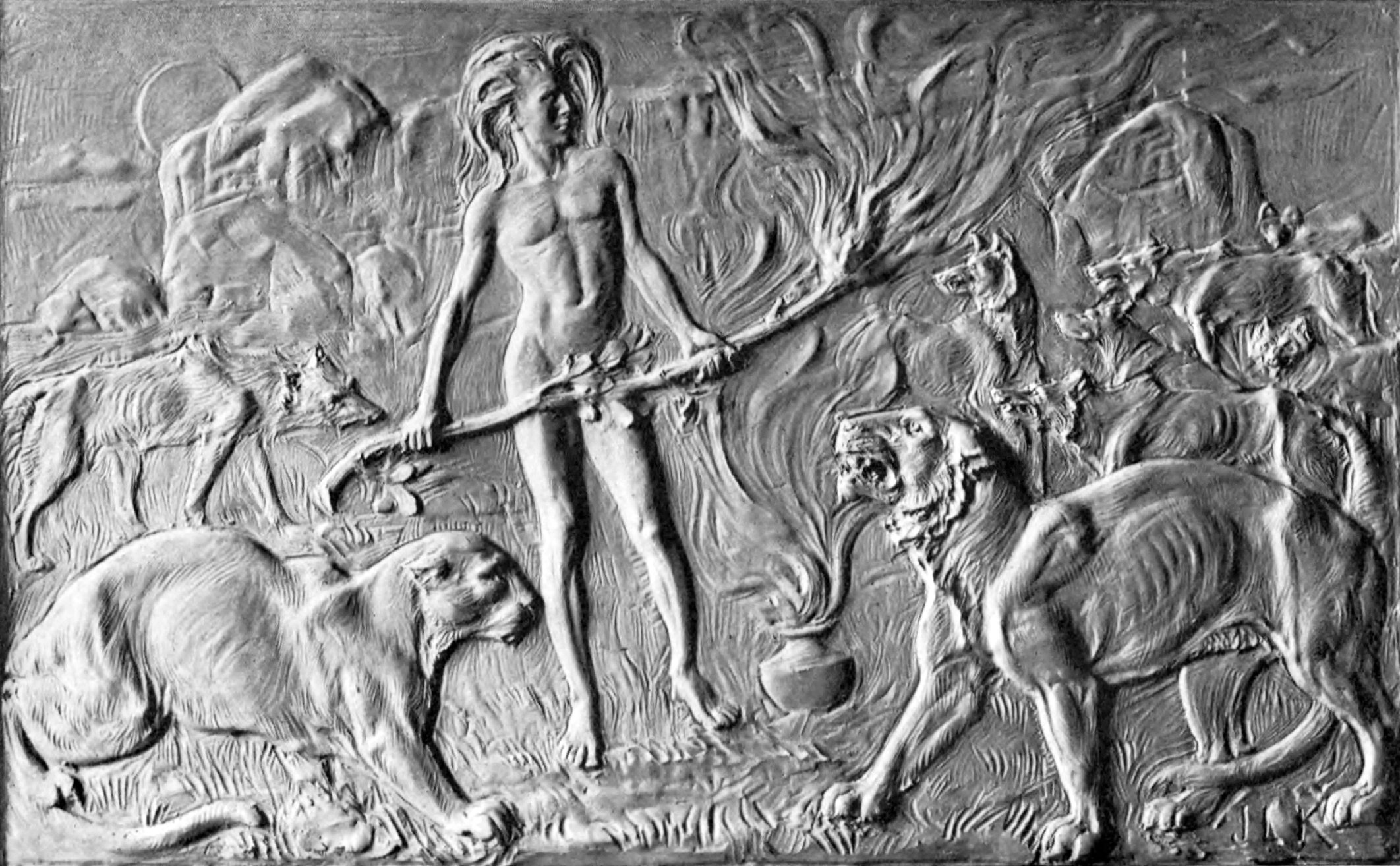

موگلی (به انگلیسی: Mowgli) نام شخصیت اصلی مجموعه داستان‌های کتاب جنگل می‌باشد. این شخصیت پسربچه‌ای است که در جنگل و میان حیوانات رشد می‌کند و تا حدی شبیه شخصیت تارزان می‌باشد. موگلی مورد اقتباس کارتونها و فیلمها و انیمههای زیادی قرار گرفته است.